# Simon Bird
Simon Antony Bird (19 augustus 1984) is een Engels komiek, acteur, regisseur en producer. Zijn bekendste rollen zijn die van Will McKenzie in de meermaals bekroonde E4-comedyserie The Inbetweeners (2008-2010), evenals de twee films (2011 en 2014), en die van Adam Goodman in de Channel 4-comedyserie Friday Night Dinner (2011–2020).

## Levensloop

### Vroege leven
Bird werd geboren in Guildford, Surrey, als derde van vier kinderen. Zijn ouders zijn professoren Graham en Heather Bird van Claremont McKenna College.
Bird volgde zijn opleiding aan de Cranmore School, West Horsley, later aan de Royal Grammar School in Guildford, en Queens' College, Cambridge. In Cambridge was Bird de president van de Footlights, de schets- en theatergroep van de universiteit.

### Carrière

#### Vroege komediecarrière
Terwijl hij studeerde voor een Master of Arts in de culturele en kritische studies aan Birkbeck College, richtte Bird de sketchcomedygroep "The House of Windsor" op met voormalige Footlights-tijdgenoten Joe Thomas (die Simon Cooper speelt in The Inbetweeners) en Jonny Sweet. Ze traden op op het Edinburgh Festival in 2007 en in 2008 met een show genaamd The Meeting, beschreven als een locatiespecifieke komische installatie die zich afspeelt in een echte directiekamer. Bird en Thomas waren ook vaste gasten in serie 1 en 2 van The Weekly Show, een radiopodcast voor Channel 4 Radio (2006-2007).
Bird voerde ook stand-upcomedy uit en nam deel aan Chortles nationale studentenkomedieprijzen in 2005, 2006, 2007 en 2008, waar hij tweede werd in zijn laatste poging. Hij was finalist in 2006 en werd in 2007 gediskwalificeerd wegens opzettelijk overtreden van de regels.

#### Doorbraak
In 2008 werd Bird gecast in E4's tienerkomedie The Inbetweeners als Will McKenzie, samen met Joe Thomas. Hij won in 2008 de British Comedy Award voor Beste Mannelijke Nieuwkomer en in 2009 de British Comedy Award voor Beste Acteur. Hij werd ook genomineerd voor Beste Komedie-optreden bij de Royal Television Society Awards 2008, en Beste Mannelijke Prestaties in een Komedie-programma tijdens de BAFTA Television Awards 2010.

#### Verdere werkzaamheden
In 2010 creëerde Bird een komische panelshow op BBC Three, The King Is Dead, waarin een bekend persoon hypothetisch wordt vermoord en een panel van drie persoonlijkheden het tegen elkaar opnemen in een reeks satirische quizrondes en uitdagingen in hun strijd. Hij presenteerde dit samen met Nick Mohammed en Katy Wix.
Van 2011 tot 2020 speelde Bird in 6 seizoenen van de Channel 4-sitcom Friday Night Dinner. Hierin speelde hij Adam Goodman, de oudste zoon van Martin en Jackie die elke vrijdagavond met zijn jongere broer bij zijn ouders langskomt om gezamenlijk te eten. Net als The Inbetweeners werd het uitgeroepen tot Beste Sitcom op het Rose D'Or Festival. In 2021 bracht Channel 4 Friday Night Dinner: 10 Year And A Lovely Bit Of Squirrel uit, een jubileumspecial ter ere van een decennium van deze populaire sitcom.
Bird speelde in 2011 wederom Will McKenzie in The Inbetweeners Movie, die werd uitgebracht op 17 augustus 2011. In 2014 nam hij de rol weer op zich in de tweede film over de Inbetweeners, The Inbetweeners 2, die het meest opbrengende openingsweekend aller tijden had voor een film in Groot-Brittannië dat jaar.
In 2013 creëerde, schreef en speelde Bird mee in Chickens, een sitcom over drie mannen die tijdens de Eerste Wereldoorlog in Engeland blijven. De serie ging in première op Sky1 in de zomer van 2013 en werd genomineerd voor Beste Komedie tijdens de Broadcast Awards 2014.
In 2017 speelde hij op West End in The Philanthropist, geregisseerd door Simon Callow. In zijn recensie schreef Dominic Cavendish, theatercriticus van The Telegraph, "Callow heeft zeker goud geslagen bij hoofdrolspeler Simon Bird... hij levert de goederen met subtiele, incrementele middelen, het toneelequivalent van een 3D-printer".
Birds debuut-stand-upshow Debrief, opgenomen in een leeg theater, werd in 2022 uitgebracht op All4 en door comedywebsite Chortle omschreven als "meer een experimentele arthouse-film dan een stand-up special".
Bird speelt sinds 2023 in een nieuwe Channel 4-sitcom Everyone Else Burns, geproduceerd door Jax Media en NBC Universal.

#### Regisseur
In 2016 regisseerde Bird zijn eerste korte film, Ernestine en Kit, gebaseerd op een verhaal van Kevin Barry. Hij ging in première op SXSW, waar hij werd genomineerd voor de Grand Jury Award voor Beste Narrative Short. De film werd ook genomineerd voor Beste Korte Film tijdens de Irish Television and Film Awards 2016.
Zijn speelfilmdebuut als regisseur was voor de film Days of Bagnold Summer en werd in 2020 uitgebracht, ondersteund door Creative England en het British Film Institute.
Voor televisie regisseerde Bird seizoen 3 van de voor de BAFTA genomineerde mockumentary Pls Like en het eerste seizoen van de door Rose D'Or genomineerde sketchshow Ellie & Natasia.
In 2023 regisseerde Bird de A24-serie Such Brave Girls voor de BBC.

#### Producer
In 2015 richtten Bird en Jonny Sweet Guilty Party Pictures op, een onafhankelijk tv- en filmproductiebedrijf ondersteund door StudioCanal. Het produceerde een aantal projecten, waaronder God's Own County, genomineerd voor Beste Korte Komedie tijdens de Broadcast Awards 2019, How Europe Stole My Mum, door The Guardian beschreven als "ronduit een wonder", en How We Forgot To Save The Planet, dat in 2022 de RTS Scotland Award voor Beste Komedie won.
In 2022 werd aangekondigd dat Bird en Sweet in samenwerking met BBC Studios een nieuw bedrijf aan het opzetten waren, People Person Pictures. In 2023 produceerden ze Netflix' A Whole Lifetime With Jamie Demetriou, die vervolgens de Rose D'Or voor Best Comedy Entertainment won.

### Privéleven
In 2012 trouwde Bird met auteur Lisa Owens. Ze hebben twee kinderen.
Bird is een aanhanger van Crystal Palace Football Club.